# الحسن ديالو
الحسن ديالو (بالفرنسية: Alassane Diallo)‏ (مواليد 19 مايو 1995) لاعب كرة قدم مالي يجيد اللعب في الهجوم .
لعب سابقاً في بلجيكا و لعب في الفيصلي الأردني، وإحترف في الإمارات مع نادي الإمارات ونادي الشعب ونادي دبا .

## روابط خارجية
- الحسن ديالو على موقع قاعدة بيانات كرة القدم.إي يو (الإنجليزية)
- الحسن ديالو على موقع Soccerway.com (الإنجليزية)